# Valasaravakkam
Valasaravakkam là một thị xã của quận Thiruvallur thuộc bang Tamil Nadu, Ấn Độ.

## Nhân khẩu
Theo điều tra dân số năm 2001 của Ấn Độ, Valasaravakkam có dân số 30.265 người. Phái nam chiếm 52% tổng số dân và phái nữ chiếm 48%. Valasaravakkam có tỷ lệ 89% biết đọc biết viết, cao hơn tỷ lệ trung bình toàn quốc là 59,5%: tỷ lệ cho phái nam là 90%, và tỷ lệ cho phái nữ là 87%. Tại Valasaravakkam, 8% dân số nhỏ hơn 6 tuổi.